# Claim the Throne
Claim the Throne (с англ. — «Претензия на трон») — мелодик-дэт-метал-группа с сильным влиянием фолк-метала из Австралии. «Лидеры австралийского Battle Metal» — так называют себя участники группы.

## Характеристики
Стиль
«Рассеянное и без акцентное» звучание дебютного альбома сменилось мощным фолк-металом в духе Ensiferum, Finntroll и Alestorm на мини-альбоме Aletales (2009). Последовавшие альбомы Triumph and Beyond (2010), Forged In Flame (2013) и On Desolate Plains (2017) продолжили ту же линию, однако на последнем из них отмечается диверсификация стилей и снижение фолк/викинг/пейган составляющей.
Лирика
Основные темы: древние битвы, эль.
На последнем альбоме On Desolate Plains (с англ. — «На пустынных равнинах») музыканты выдвинули на передний план «австралийскую» тему о путешествии через суровую пустыню. Обезвоженный человек видит галлюцинации, он хватается за поток воды, который не может достичь. Его заманила сюда птица, которая теперь пирует его плотью.
Дизайн обложек
На обложках нарисованы воины с холодным оружием в руках. Исключением является последний альбом On Desolate Plains (2017), с чёрно-белым изображением человека, хватающего поток воды, и птица над ним.

## История
В 2008 году они выпустили свой дебютный альбом Only the Brave Return, в который также вошел соответствующий фэнтезийный роман, написанный участниками группы.
В 2009 году на лейбле Prime Cuts Music был выпущен их EP Ale Tales, в который также вошел DVD с музыкальным видео и закулисной съемкой вечеринки по случаю релиза Only the Brave Return. Музыка сменила направление: быстрые и короткие песни. Трек «Set Sail on Ale» был использован в первом видеоклипе группы и был номинирован на премию WAM Song of the Year в категории Heavy. В июне 2010 года они отправились в национальный тур по Австралии на разогреве у шотландской пайрэт-метал-группы Alestorm, а в марте 2011 года выступили на разогреве у финской фолк-метал-группы Finntroll. Они также играли на разогреве у Arch Enemy и Suffocation, благодаря чему группа завоевала серьезный авторитет.
В декабре 2010 года вышел второй полноформатный альбом под названием Triumph and Beyond. Музыкальный стиль этого альбома был описан как комбинация первых двух релизов, но с гораздо лучшим продюсированием, он позволил группе отправиться в дальнейшие обширные туры по Австралии, Новой Зеландии и Великобритании с Alestorm в 2012 году.
В сентябре 2013 года Claim The Throne выпустили высоко оцененный альбом Forged In Flame и отправились в свой тяжелый тур по Австралии в поддержку релиза, за которым последовал тур с другой австралийской мелодик-дэт-метал-группой Be'lakor. Они появились на ряде фестивалей, включая Hammersonic Festival, Fanatik, Hell On The Bay, и были первой австралийской группой, появившейся на круизе 70000 Tons of Metal. Они гастролировали по Южной Корее и Японии с такими группами, как Catamenia, Dark Lunacy и Mercenary, а в январе 2015 года отправились в тур по США и Канаде в качестве хедлайнеров. Вернувшись в Австралию, они играли на поддержке Cradle of Filth, Moonsorrow, Fleshgod Apocalypse и Septicflesh.
В 2013 году группа запустила собственный подкаст, темы которого основаны на помощи DIY-музыкантам и интервью с видными деятелями музыкальной индустрии. Уже более 50 эпизодов.
Claim The Throne выпустили свой четвертый полноформатный альбом On Desolate Plains в октябре 2017 года и совершили тур в его поддержку по Австралии (вместе с Wintersun) и Японии.

## Участники
Текущий состав
- Брендон Каприотти[комм. 1] — вокал, гитара (2004 – н. в.)
- Глен Дайсон[комм. 2] — гитары, вокал (2010 – н. в.)
- Джим Паркер[комм. 3] — бас, вокал (2004 – н. в.)
- Джесси Миллеа[комм. 4] — клавишные, вокал (2009 – н. в.)
- Эшли Лардж[комм. 5] — ударные (2010 – н. в.)

Бывшие участники
- Оливер Сус — гитара (2004–2010)
- Брентон Педлер — ударные (2004–2010)
- Николь Каприотти — клавишные (2004–2008)

Временная шкала

## Дискография
Альбомы
- 2008 – Only The Brave Return
- 2010 – Triumph and Beyond
- 2012 – Cabba Sings Claim The Throne – акустический онлайн-релиз
- 2013 – Forged In Flame
- 2017 – On Desolate Plains

Прочее
- 2008 – Only The Brave Return (Book)
- 2009 – Aletales (EP/DVD)
- 2014 – Aletales / Triumph & Beyond (Double album re-release)
- 2016 – "The Lake (Live on the Podge)" (Single)
- 2017 – Spirit of Fire (EP)
- 2021 – "Firestorm" (Single)